# 從七品
從七品是中国、朝鮮、越南、琉球古代官位的一个级别，属于次于正七品、高于正八品的官员，在多数朝代为县级的官员。

## 中國

### 隋
- 门下省奉朝请，御史台侍御史，國子助教、将作丞，州录事参军事，上郡郡丞，中县县令

### 唐朝

#### 文武官
- 从七品上：殿中侍御史、左右补阙、太常博士、太学助教、门下省录事、尚书都事、中书省主书、左右监门直长、都水监丞、中下县令、京县丞、中府别将/长史、中镇副、勋卫太子亲卫
- 从七品下：太史局丞、御史台/少府/将作/国子监主簿、掖庭/宫闱局令、下县令、太庙诸陵署丞、司农寺诸园苑副监、宫苑总监丞、公主家令、亲王府旅帅、下府别将/长史、下镇副、诸屯监、诸折冲府校尉，萨宝府祆正（视从七品）

#### 散官
- 从七品上：朝散郎、翊麾校尉
- 从七品下：宣议郎、翊麾副尉、归德中侯

#### 勋
- 武骑尉

### 宋
- 左、右正言，符宝郎，监察御史，直显谟徽猷、敷文阁，太常、宗正、秘书丞，大理正，著作郎，崇政殿说书，内符宝郎，正侍至右武郎，武功至武翼郎，和安至保安郎，翰林医官，合门宣赞舍人，太子中舍人、舍人、诸率府率，亲王府翊善、赞读、直讲，判太医局令，翰林医效、医痊
- 武骑尉
- 医散阶：判太医局令、翰林医效、翰林医痊
- 朝散郎、宣奉郎、翊麾校尉

### 金
- 下县县令

### 元
- 六部员外郎、行中书省都事、宣慰司都事、中州判官、下县达鲁花赤、下县知县（县尹）、大都督府都事、卫经历

### 明朝

#### 文武官
- 詹事府：主簿厅主簿
- 中书省：照磨、管勾、中书舍人
- 翰林院：检讨
- 太常寺：奉祀
- 光禄寺：典簿、署丞
- 太仆寺：主簿
- 苑马寺：主簿
- 承宣布政使司：都事、理问所副理问
- 六科：给事中
- 中书科：中书舍人
- 行人司：左右司副
- 钦天监：五官灵台郎
- 顺天府：经历
- 都转运盐使司：经历
- 盐课提举司：副提举
- 地方官：州判官
- 武官：五军都督府都事、京卫指挥使司经历、卫指挥使司经历、千户所小旗官、土官经历、长官司副长官

#### 散官
- 升授阶：征仕郎
- 初授阶：从仕郎

### 清朝

#### 文武官
- 翰林院檢討、鑾儀衛經歷、中書科掌印中書、內閣中書、辦事中書、詹事府主簿、光祿寺典簿、京府經歷、欽天監五官靈臺郎、祠祭署奉祀、布政司都事、運鹽司經歷、直隸州州判、州判、國子監博士、國子監助教、唐古忒學助教、古忒學中書
- 盛京游牧副尉、七品典仪

#### 散官
- 征仕郎、武信佐骑尉

## 琉球

### 琉球國（第二尚氏）

#### 文武官
从职郎、叙功郎，筑登之亲云上、通事亲云上